# Gare d'El Hamri
La gare d'El Hamri est une gare ferroviaire algérienne située sur le territoire de la commune de Tiffech, dans la wilaya de Souk Ahras.

## Situation ferroviaire
La gare est située dans la localité d'El Hamri, à l'est de la commune de Tiffech, sur la ligne d'Annaba à Djebel Onk. Elle est précédée de la gare de Oued Chouk et suivie de celle de Dréa.

## Service des voyageurs

### Desserte
La gare d'El Hamri est desservie par les trains régionaux de la liaison Annaba - Tébessa.